# Jörg Fiedler
Jörg Fiedler (Leipzig, RDA, 21 de febrero de 1978) es un deportista alemán que compitió en esgrima, especialista en la modalidad de espada.
Participó en tres Juegos Olímpicos de Verano, obteniendo una medalla de bronce en Atenas 2004, en la prueba por equipos (junto con Sven Schmid y Daniel Strigel), el quinto lugar en Sídney 2000 (equipos) y el octavo en Londres 2012 (individual).
Ganó tres medallas de plata en el Campeonato Mundial de Esgrima entre los años 1999 y 2005, y seis medallas en el Campeonato Europeo de Esgrima entre los años 1999 y 2013.

## Palmarés internacional
| Juegos Olímpicos   | Juegos Olímpicos        | Juegos Olímpicos  | Juegos Olímpicos   |
| Año                | Lugar                   | Medalla           | Prueba             |
| ------------------ | ----------------------- | ----------------- | ------------------ |
| 2004               | Atenas (Grecia)         | Medalla de bronce | Espada por equipos |
| Campeonato Mundial |                         |                   |                    |
| Año                | Lugar                   | Medalla           | Prueba             |
| 1999               | Seúl (Corea del Sur)    | Medalla de plata  | Espada por equipos |
| 2003               | La Habana (Cuba)        | Medalla de plata  | Espada por equipos |
| 2005               | Leipzig (Alemania)      | Medalla de plata  | Espada por equipos |
| Campeonato Europeo |                         |                   |                    |
| Año                | Lugar                   | Medalla           | Prueba             |
| 1999               | Bolzano (Italia)        | Medalla de bronce | Espada por equipos |
| 2001               | Coblenza (Alemania)     | Medalla de plata  | Espada por equipos |
| 2010               | Leipzig (Alemania)      | Medalla de bronce | Espada por equipos |
| 2011               | Sheffield (Reino Unido) | Medalla de oro    | Espada individual  |
| 2012               | Legnano (Italia)        | Medalla de bronce | Espada individual  |
| 2013               | Zagreb (Croacia)        | Medalla de oro    | Espada individual  |